# Vicariato Apostólico de Galápagos
O Vicariato Apostólico de Galápagos (em latim: Vicariatus Apostolicus Galapagensis) é uma entidade missionária da Igreja Católica Romana. Sua sede, a Catedral da Imaculada Conceição, está situada em Puerto Baquerizo Moreno, capital das Ilhas Galápagos.

## História
O Papa Pio XII erigiu a Prefeitura Apostólica de Galápagos, separando-a da Diocese de Guayaquil, em 6 de maio de 1950.
Em 15 de julho de 2008, o Papa Bento XVI elevou-a à categoria de vicariato apostólico.

## Ordinários incumbentes
Todos os incumbentes, até o presente momento, são membros da Ordem dos Frades Menores.

### Prefeitos apostólicos
- Pe. Pedro Pablo Andrade Sánchez, OFM (1951-1959)
- Pe. Juan de Dios Campuzano, OFM (20 de novembro de 1959 - 3 de outubro de 1967)
- Pe. Hugolino Cesaruolo Stacey, OFM (3 de outubro de 1967 - 30 de maio de 1975)
- Pe. Serafín Luis Alberto Cartagena Ocaña, OFM (17 de maio de 1980 - 10 de setembro de 1982)
- Pe. Manuel Antonio Valarezo Luzuriaga, OFM (22 de junho de 1990 - 15 de julho de 2008)

### Vigários apostólicos
- Dom Manuel Antonio Valarezo Luzuriaga, OFM (15 de julho de 2008 - 29 de outubro de 2013)
- Dom Áureo Patricio Bonilla Bonilla, OFM (29 de outubro de 2013 - ...)